# Martina García
Pour les articles homonymes, voir García.
Martina García, née le 27 juin 1981 à Bogota, est une actrice colombienne.

## Biographie
Après avoir fini ses études au Lycée Français Louis Pasteur et à l'École de Théâtre Estudio XXI à Bogota, où elle est née, Martina s'installe à Londres pendant un an et continue sa formation professionnelle en suivant divers cours à la London Academy of Music and Dramatic Art et The Central School of Speech and Drama, ainsi qu'à Madrid aux côtés de Juan Carlos Corazza. A Paris, elle fait des études de licence en Philosophie à La Sorbonne, Paris I.
Martina a participé dans une dizaine de films internationaux sélectionnés et primés aux plus importants Festivals de Cinéma, jouant le rôle principal dans la plupart d'entre eux. Elle a tourné aux côtés des réalisateurs Alejandro González Iñárritu, Miguel Courtois, Agustí Vila, Sergio Cabrera, Andi Baiz, Alejandro Springall et Sebastián Cordero. Elle coproduit García, premier film de Jose Luis Rugeles.
Elle reçoit d'excellentes critiques au Festival de Venise pour son interprétation dans Perdre est une question de méthode et d'importants médias européens la décrivent comme "fascinante, éblouissante, très belle et magnétique" ainsi qu'à la sortie du film Rabia lorsque la presse française la qualifie de "révélation". Elle fut partie du Jury des Longs-Métrages présidé par Patrick Chesnais au Festival Biarritz 2010. Son interprétation dans le film Amar a Morir, où elle tient le premier rôle, lui vaut d'être récompensée avec le Prix Canacine Espoir Féminin de l'année.
Mannequin dès l'âge de quatorze ans, Martina a fait les couvertures et les pages de plusieurs magazines et a prêté son image à d'importantes marques.
Martina a été à l'affiche du long métrage Inside d'Andi Baiz (triomphe du box office du cinéma colombo-espagnol) ainsi que du film Opération E, du réalisateur français Miguel Courtois.

## Filmographie

### Cinéma
- 2004 : Perdre est une question de méthode (Perder es cuestion de método) de Sergio Cabrera : Quica
- 2007 : Satanás d'Andrés Baiz : Natalia
- 2009 : Día Naranja d'Alejandra Szeplaki : Sol
- 2009 : Amar a morir de Fernando Lebrija : Rosa
- 2009 : Rabia de Sebastian Cordero : Rosa
- 2010 : No eres tú, soy yo d'Alejandro Springall : Julia
- 2010 : La Mosquitera d'Agusti Vila : Ana
- 2010 : Biutiful d'Alejandro Gonzalez Inarritu :
- 2011 : Inside d'Andrés Baiz : Fabiana
- 2012 : Operación E de Miguel Courtois : Liliana
- 2016 : Backseat Fighter de Mario Pagano : Sandy
- 2019 : Le meilleur reste à venir de Matthieu Delaporte et Alexandre De La Patellière : Lucia
- 2021 : Phobias, film collectif : Alma
- 2024 : Paradis Paris de Marjane Satrapi : Gloria

### Télévision

#### Telenovelas
- 1999 : Francisco el matemático : Antonia
- 1999 : La guerra de las Rosas : Caperusa Rojas
- 2002 : María Madrugada : Laura
- 2003 : Amor a la plancha : Rita Emilia Pulido
- 2005 : Juegos Prohibidos
- 2007 : Entre justice et vengeance : Ana Gregoria Beltrán
- 2011 : El sexo débil

#### Séries télévisées
- 2005 : La saga, negocio de familia : Helena Angarita
- 2008 : Mujeres asesinas : Juana
- 2008 : Tiempo final : Camila
- 2013 : Homeland, saison 3 : Esme
- 2016 : Narcos : Maritza Rincón
- 2016 : Blanca (mini-série) de Carlos Moreno : Blanca en 2016
- 2022 : Toutes ces choses qu'on ne s'est pas dites : Mariana
- 2022 : No fue mi culpa : Colombia : Juliana